# Joana Concepció Francés de la Campa
Juana Concepción Francés de la Campa coneguda com a Joana Concepció Francés o Juana Francés (Alacant, 31 de juliol de 1924 - Madrid, 9 de març de 1990) va ser una pintora valenciana que formà part del grup El Paso.

## Biografia
Va nàixer a la plaça d'Alfonso XII, hui plaça de l'Ajuntament, i fou la segona filla del segon matrimoni d'Herminio Francés Tortosa amb Concepción de la Campa.
Inicia els seus estudis artístics a l'Escola de Belles Arts de San Fernando de Madrid i viatja més tard a París amb una beca del govern francès, on acaba la seua formació. En els anys 1954, 1960 i 1964 representa Espanya en la Biennal de Venècia. El 1956 coneix a l'escultor Pablo Serrano amb el qual des de llavors conviu i amb el qual més tard contraurà matrimoni. El 1957 funda al costat de Pablo Serrano, Antonio Saura i Manolo Millars, entre d'altres, el Grup El Paso, sent l'única dona del col·lectiu i, per tant, un cas paradigmàtic en l'art contemporani espanyol d'avantguarda dominat gairebé en exclusiva per homes. El 1960 forma part de l'exposició Before Picasso, after Miró en el Solomon R. Guggenheim Museum de Nova York; el 1961 en el Palais de Beaux-Arts de Brussel·les, i el 1962 en la Tate Gallery de Londres en l'exposició titulada Modern Spanish Painting. Aquestes dades evidencien que és pràcticament l'única artista valenciana que exposa a l'estranger en aquest període.
Navega indistintament entre l'abstracció i la figuració, entenent-se tots dos conceptes no de manera antitètica sinó complementària, i com a opcions diferenciades de plantejaments que tenen molt en comú. Doncs «l'abstracció i la figuració, en si mateixes no comporten una tendència, una idea, ni una actitud, sinó un mitjà, un vehicle, i una forma de desenvolupar una tendència». Així que en cada etapa, s'aproparia al llenguatge que més li satisfés per materialitzar els seus interessos i idees.
L'obra de Juana Francés és sempre molt personal i recognoscible. En alguns períodes creatius, les seues obres revelen una postura crítica que arremet de manera simbòlica contra certs aspectes del sistema social imperant. La primera etapa, entre 1950 i 1953, es caracteritza per la presència d'una figuració hieràtica geometritzant, amb temes de tall molt tradicional. Posteriorment, el 1956 comença a experimentar amb l'abstracció. El 1957, després de la fundació d'El Paso, comença una etapa adscrita a l'informalisme matèric.
En els primers seixanta, s'insinua en la seua obra una gradual volta a la figuració que desemboca més endavant en la sèrie L'home i la ciutat, moment de crítica i pessimisme existencial en el qual utilitza objectes relacionats amb una determinada visió de l'home com a subjecte esclavitzat embolicat en el fals progrés deshumanitzador. Aquesta visió evoluciona posteriorment en la sèrie Torres-Participació i més tard en la sèrie Estructures, fins a 1979. A partir de la dècada dels vuitanta retorna a una abstracció de gran lirisme, plena de color i vitalitat, amb referències a paisatges, fons submarins, estels, etc. Un aspecte rellevant a destacar en aquesta trajectòria són els períodes de transició entre una etapa i una altra, que denoten rastrejos, presa de decisions i que anuncien els canvis que després es desenvoluparan en diferents sèries.
La seva obra s'ha exposat als museus més importants d'Amèrica i Europa, com el Museu d'Art Modern de la Vila de París, la Fundació Calouste Gulbenkian de Lisboa, la Brown University de Providence, Rhode Island, la Tate Gallery de Londres o el Museu Guggenheim de Nova York.
La seua col·lecció d'obres es troba exposada de manera permanent en el MACA (Museu d'Art Contemporani d'Alacant), col·lecció que va adquirir en propietat l'Ajuntament d'Alacant.